# 日野三代春
日野 三代春（ひの みよはる）は、日本の実業家。テーブルマークホールディングス代表取締役社長や、テーブルマーク代表取締役社長、日本冷凍めん協会会長等を務めた。

## 人物・経歴
宮崎県延岡市出身。宮崎県立延岡高等学校を経て、1978年西南学院大学商学部卒業、旭化成工業入社。旭化成の食品事業部で経理などを務めていたが、事業譲渡に伴い2000年日本たばこ産業に転籍。日本たばこ産業食品事業部長、日本たばこ産業執行役員を経て、2008年加ト吉常務執行役員。2009年加ト吉取締役専務執行役員。
2011年からテーブルマーク代表取締役社長を務め、構造改革などを進め、4期連続の黒字を実現した。2014年テーブルマークホールディングス代表取締役社長兼テーブルマーク代表取締役社長。2016年テーブルマークホールディングス取締役兼テーブルマーク取締役。同年取締役退任。この間、日本冷凍めん協会会長も務めた。